# الاتحاد الدولي للتحكم الآلي
الاتحاد الدولي للتحكم الآلي (IFAC)، اتحاد متعدد الجنسيات يضم 49 منظمة وطنية (NMO) تأسس في سبتمبر 1957. تمثل كل منظمة منهما الجمعيات الهندسية والعلمية لبلدها.
يهدف الاتحاد إلى تعزيز العلم وتكنولوجيا التحكم الآلي لجميع الأنظمة سواء كانت الأنظمة هندسية، فيزيائية، بيولوجية، إجتماعية أو إقتصادية في كلتا الناحيتين النظرية والتطبيقة عن طريق تنظيم اجتماعات تقنية، مطبوعات كالمجلات والمنشورات والعديد من الوسائل الأخرى التي تتوافق مع دستوره، كما تهتم بتأثير تكنولوجيا الأتمتة على المجتمع.
تعقد المؤتمرات العالمية بصورة منتظمة كل ثلاث سنوات، تعقد بينها العديد من الندوات وورش العمل التي تغطي كل جوانب التحكم الآلي.
للمجلة العديد المجلات الرسمية مثل أوتوماتيكا، ممارسة هندسة التحكم، المراجعات السنوية في التحكم، التطبيقات الهندسية للتحكم الآلي، مجلة ميكاتورنيكس، التحليل اللاخطي: الأنظمة المركبة.

## الجوائز
- زمالة الاتحاد الدولي للتحكم الآلي
- ميداليات
- وسام جيورجيو كوازا
- وسام ناثانيال نيكولاس
- جائزة الإنجاز الصناعي
- وسام مانفريد ثوما
- وسام التأثير العالي
- وسام ممارسة هندسة التحكم
- التطبيقات الهندسية لجائزة الذكاء الاصطناعي
- وسام ورقة ميكاترونكس
- جائزة تطبيقات الكونغرس الورقية
- جائزة الكونغرس للمؤلف الشاب
- جائزة كتاب هندسة التحكم
- جائزة الخدمة المتميزة

## وصلات خارجية
- الموقع الرسمي
- القناة الرسمية للاتحاد على اليوتيوب.
- مجموعة إلسفير للنشر